# I fratelli Karamazov (film 1969)
I fratelli Karamàzov (Brat'ja Karamazovy) è un film del 1969 diretto da Kirill Lavrov, Ivan Pyryev e Mikhail Ulyanov. Fu candidato all'Oscar al miglior film straniero.